# Stalachtis magdalenae
Stalachtis magdalenae är en fjärilsart som beskrevs av John Obadiah Westwood 1851. Stalachtis magdalenae ingår i släktet Stalachtis och familjen juvelvingar. Inga underarter finns listade i Catalogue of Life.